# Château du Tertre (Sérigny)
Le château du Tertre est une demeure de la première moitié du XVIIe siècle qui se dresse sur le territoire de l'ancienne commune française de Sérigny (actuellement à Belforêt-en-Perche) et pour une petite partie sur celle de Saint-Martin-du-Vieux-Bellême, dans le département de l'Orne, en région Normandie. La gentilhommière de style Louis XIII fut habité de 1925 à sa mort en 1958 par Roger Martin du Gard.
Le château est partiellement protégé aux monuments historiques.

## Localisation
Le château est situé, au cœur du parc naturel régional du Perche, au sein de la commune nouvelle de Belforêt-en-Perche, principalement sur le territoire de Sérigny, dans le département français de l'Orne.

## Historique
Construit dans la première moitié du XVIIe siècle à la demande de Gilles Bry de La Clergerie (vers 1560-1659), président au Parlement de Paris et historien du Perche, ce château verra son parc aménagé au XVIIe siècle. Le comte André-Joseph Abrial fit agrandir l'édifice sous l'Empire.
L'écrivain Roger Martin du Gard découvre en 1906 cette propriété appartenant à ses futurs beaux-parents. Séduit par leur fille et par la demeure, il y fit de nombreux séjours et y habita de 1925 à 1940. Cette propriété l'envoûtait au point qu'il y fait sa description dans Le lieutenant-colonel de Maumort (Gallimard, 2008), son dernier roman resté inachevé. Il y reçut de nombreuses personnalités comme André Gide, André Malraux, Albert Camus, Jacques Copeau et bien d'autres se rattachant à la création de la NRF et de l'éditeur Gallimard.
À l'occasion de sa labellisation « Maisons des illustres » par le ministère de la Culture, le préfet de l'Orne prononça une allocution au château le 11 juin 2014.

### Propriétaires
- Gilles Bry de La Clergerie (vers 1560-1659)
- André-Joseph Abrial (1750-1828)
- André-Pierre-Étienne Abrial (1783-1840)
- Foucault[Lequel ?]
- Roger Martin du Gard (1881-1958) et son épouse née Hélène Foucault (1887-1949)

## Description
Le long corps de logis haut d'un unique rez-de-chaussée, cantonné de tourelles en encorbellement, est construit en brique et pierre, avec un toit recouvert en ardoises sur des combles. La cour carrée est flanquée de deux pavillons recouverts en tuiles datant du XVIIe siècle. L'ordonnancement de l'ensemble est de style Louis XIII. Le centre de la cour est orné d'une sculpture en acier de Pierre Tual, La Table du poète (1984).
Côté parc, les deux ailes latérales en pierre donnent au logis d'origine toute sa magnificence. Une terrasse en pierre fut construite au XIXe siècle sur toute la longueur de cette façade orientée au midi et au soleil couchant, permettant de desservir l'ensemble des pièces du rez-de-chaussée.

### La bibliothèque
La bibliothèque et le cabinet de travail de Roger Martin du Gard, sur le mur duquel sont exposées des photographies de son entourage, sont restés tels qu'ils étaient à la mort de l'écrivain en 1958, préservés par sa fille et sa petite-fille.

## Le parc
Ce parc de 9 ha est labellisé jardin remarquable et inscrit aux monuments historiques. Il se compose de parterres devant le château, de massifs boisés et, plus loin, de prés et de sources. 
Aménagé comme lieu d'initiation maçonnique par le comte André-Joseph Abrial (1750-1828), il fut remodelé en 1800 en jardin à l'anglaise.
En 1926, Roger Martin du Gard y fit ouvrir des perspectives permettant de découvrir des vues panoramiques sur Bellême, et a fait disposer un bassin avec une fontaine ornée d'une statue de Flore à l'antique. Le sculpteur Marc Vellay y adjoint sa sculpture en bronze de Sapho en 2003, puis La femme qui marchait sur l'eau en 2010. Au centre du parc sous les allées boisées se trouve une statue en pierre de Diane chasseresse.
La fabrique dite du Philosophe est composé d'une petite tourelle d'angle juchée sur une grotte artificielle. Le parc possédait également trois jardins potagers et floraux. Des citernes et des serres sont encore visibles.
À l'extrémité de la propriété, un étang reçoit l'eau de la source dite la fontaine des Peignées. Les lieux sont aménagés avec des rochers et des bassins de piscicultures. Roger Martin du Gard fit installer en contrebas un bélier hydraulique qui alimente le château en eau.

## L'Association des amis du Tertre
Créée en 1996, l'Association des amis du Tertre œuvre à perpétuer le vœu de Roger Martin du Gard d'assurer la vocation culturelle du château.

## Protection aux monuments historiques
Au titre des monuments historiques :
- Les façades et toitures du château sont classées par arrêté du 16 mai 1979 ;
- les façades et toitures des communs, à savoir : dans la cour d'honneur, le pavillon à l'angle nord-est ; dans la cour des communs, l'orangerie, la maison de gardien datée de 1678 et le bâtiment des anciennes écuries dit « la Grande Castille » ; grille d'entrée et ses piliers sont inscrits par arrêté du 5 février 1997 ;
- le parc avec l'ensemble de ses aménagements paysagers comprenant notamment : les deux avenues d'accès ; les jardins potager et fruitier ; l'ensemble des allées ; la terrasse bordée de tilleuls ; les fabriques en totalité : le temple du philosophe et la tourelle ; la rivière sèche et son pont en briques ; la source et l'arche qui la surplombe avec ses trois rochers ; le bois sacré ; l'étang et le bélier hydraulique ; le « plat à barbe » et son mur semi-circulaire surmonté de vases Médicis ; le cadran solaire et l'urne ; les statues : « Flore », « Diane », Sanglier est classé par arrêté du 3 mars 1997.

## Visite
Propriété privée, la visite est libre dans le parc et sur rendez-vous pour l'intérieur.